# Rhineland (Misuri)
Rhineland es un pueblo ubicado en el condado de Montgomery en el estado estadounidense de Misuri. En el Censo de 2010 tenía una población de 142 habitantes y una densidad poblacional de 162,69 personas por km².

## Geografía
Rhineland se encuentra ubicado en las coordenadas 38°43′22″N 91°31′3″O / 38.72278, -91.51750. Según la Oficina del Censo de los Estados Unidos, Rhineland tiene una superficie total de 0.87 km², de la cual 0.87 km² corresponden a tierra firme y (0%) 0 km² es agua.

## Demografía
Según el censo de 2010, había 142 personas residiendo en Rhineland. La densidad de población era de 162,69 hab./km². De los 142 habitantes, Rhineland estaba compuesto por el 95.77% blancos, el 0% eran afroamericanos, el 0% eran amerindios, el 0.7% eran asiáticos, el 0% eran isleños del Pacífico, el 0% eran de otras razas y el 3.52% pertenecían a dos o más razas. Del total de la población el 0.7% eran hispanos o latinos de cualquier raza.